# Euchlaenidia neglecta
Euchlaenidia neglecta là một loài bướm đêm thuộc phân họ Arctiinae, họ Erebidae.